# Swing (Java)
Pour les articles homonymes, voir Swing.
Chronologie des versions
JavaFX
Swing est une bibliothèque graphique pour le langage de programmation Java, faisant partie du package Java Foundation Classes (JFC), inclus dans J2SE. Swing constitue l'une des principales évolutions apportées par Java 2 par rapport aux versions antérieures.
Swing offre la possibilité de créer des interfaces graphiques identiques quel que soit le système d'exploitation sous-jacent, au prix de performances moindres qu'en utilisant Abstract Window Toolkit (AWT). Il utilise le principe Modèle-Vue-Contrôleur (MVC, les composants Swing jouent en fait le rôle de la vue au sens du MVC) et dispose de plusieurs choix d'apparence pour chacun des composants standards.
Avec l'apparition de Java 8 en mars 2014, JavaFX devient la bibliothèque graphique officielle du langage Java, pour toutes les sortes d'application (applications mobiles, applications sur poste de travail, applications Web), le développement de son prédécesseur Swing étant abandonné (sauf pour les corrections de bogues).

## Relation avec AWT
Depuis les premières versions de Java, Abstract Window Toolkit (AWT) fournit une API indépendante du système d'exploitation pour mettre en œuvre des composants graphiques. Dans AWT, chaque composant est dessiné et contrôlé par un composant tiers natif spécifique au système d'exploitation. C'est pourquoi les composants d'AWT sont appelés composants lourds.
Au contraire, les composants Swing sont décrits comme légers. En effet, ils ne requièrent pas d'allocation de ressources natives de la part du gestionnaire de fenêtres sous-jacent, mais « empruntent » les ressources de leurs ancêtres.
Une grande partie de l'API Swing est une extension complémentaire à AWT plutôt qu'un remplaçant direct. L'affichage est fourni par Java2D, un autre composant des JFC. Cependant, l'usage conjoint de composants légers et lourds au sein d'une même fenêtre est généralement déconseillé à cause de problèmes de gestion de la profondeur.

## Exemple
Le programme suivant est un hello world en Swing :
```
import
 
javax.swing.JFrame
;

import
 
javax.swing.JLabel
;

public
 
class
 
HelloWorld
 
{

    
public
 
static
 
void
 
main
(
String
[]
 
args
)
 
{

       
// on crée une fenêtre dont le titre est "Hello World!"

       
JFrame
 
frame
 
=
 
new
 
JFrame
(
"Hello World!"
);

       
// la fenêtre doit se fermer quand on clique sur la croix rouge

       
frame
.
setDefaultCloseOperation
(
JFrame
.
DISPOSE_ON_CLOSE
);

       

       
// on ajoute le texte "Hello, World!" dans la fenêtre

       
frame
.
getContentPane
().
add
(
new
 
JLabel
(
"Hello, World!"
));

       

       
// on demande d'attribuer une taille minimale à la fenêtre

       
//  (juste assez pour voir tous les composants)

       
frame
.
pack
();

       
// on centre la fenêtre

       
frame
.
setLocationRelativeTo
(
null
);

       
// on rend la fenêtre visible

       
frame
.
setVisible
(
true
);

    
}

}

```